# 国际复兴开发银行
国际复兴开发银行（International Bank for Reconstruction and Development，简称IBRD）是一所国际金融机构。它给与中等收入的发展中国家提供贷款。国际复兴开发银行是世界银行集团的五个成员机构中的一个组成部分，总部设在美国华盛顿特区。国际复兴开发银行于1944年成立。
国际复兴开发银行和它的优惠借贷部分与国际开发协会统称为世界银行，这是由于它们具有同样的领导团队和员工。

## 发展历史
1944年:277月，布雷顿森林会议（即联合国货币金融会议）举办，共44个国家和730位代表出席了该会议。为帮助欧洲完成第二次世界大战后的重建工作:27，《国际复兴开发银行协定》于此时成功通过，国际复兴开发银行成立。